# 郝鵬挙
郝 鵬挙（かく ほうきょ、1903年1月29日 - 1947年4月）は、中華民国の軍人。国民軍、国民革命軍に属し、後に南京国民政府に参加する。さらに国共内戦期には、一時的ながらも、中国共産党陣営に属した。幼名は勉。字は騰霄。

## 事績

### 国民軍から国民革命軍へ
県公署衙門の役人の家庭に生まれた。しかし郝鵬挙の父はアヘン吸引により退廃し、家庭も貧窮に陥ったとされる。郝は当初学問を志し、洛陽の省立第四師範学校を卒業した。1922年（民国11年）5月、郝は一転して、当時の河南督軍馮玉祥の軍に加入した。郝は軍内で次第に昇進していく。1925年（民国14年）1月に馮が西北辺防督軍として張家口に駐屯すると、郝もこれに追随する。同年11月、郝はソビエト連邦に軍事留学し、優秀な成績をあげた。帰国後、馮が国民革命軍の北伐に呼応すると郝は軍功をあげ、1928年（民国17年）5月、第2集団軍第2軍参謀長に抜擢されている。
しかし翌年春に馮玉祥が蔣介石との戦いを開始すると、郝鵬挙は馮の劣勢を見て逃亡し、鄭州に逃げ込む。1930年（民国19年）10月、江蘇省北部に駐屯した旧同僚の梁冠英率いる第25路軍に加わり、総指揮部参謀処長に任命された。さらに、ソ連留学時代の同学である賀衷寒の伝手により、藍衣社（中華民族復興社）にも加入している。その後、郝は梁と対立して一時罷免されたが、賀の手はずにより、1933年（民国22年）8月、第30軍参謀長に任ぜられた。しかしその後も郝は、梁の第25路軍から軍の引抜きを図ったり、梁を失脚させようとしたりするなど、問題行動が多かった。そのため上司である第30軍軍長孫連仲は郝を罷免し、陸軍大学第14期での再訓練を命じている。

### 南京国民政府時代
日中戦争（抗日戦争）勃発後の1938年（民国27年）4月、郝鵬挙は賀衷寒の推薦により、西安に駐留する第34集団軍総司令胡宗南の配下となった。翌年6月、第27軍参謀長に任命されている。ところが郝は胡に対して不満の言動をばら撒き、さらに私生活上も問題が多かった。そのため、ついに胡により郝は収監されてしまった。機を見て脱走した郝は、綏遠省政府主席傅作義配下となり、暫編第5軍副軍長兼民衆動員総指揮となる。
1940年（民国29年）3月からは、郝鵬挙は南京国民政府の周仏海と密かに連絡を取り始めるようになる。1941年（民国30年）、郝は南京へ赴き、南京国民政府への参加を正式に宣言した。郝は南京国民政府の宣伝部長・林柏生とソ連留学時代の同学であった。そのため林の伝手により、郝は汪兆銘（汪精衛）夫人陳璧君から信任されるようになっている。同年7月、郝は第1集団軍参謀長に任命され、江蘇省北部の泰州に駐屯した。翌年8月、中央陸軍将校訓練団教育長に任命され、10月、軍事委員会参賛武官公署武官長に異動した。1943年（民国32年）9月、郝は蘇淮特別区行政長官兼保安司令に任命されている。11月、駐徐州綏靖主任公署主任も兼任した。1944年（民国33年）1月、行政区画の調整により淮海省が設置されると、引き続き郝が省長をつとめ、また第6路軍総指揮も兼ねた。

### 叛服の末に
日本敗北後、郝鵬挙は蔣介石の国民政府に投降する。国共内戦の前哨戦として、郝は1945年（民国34年）10月から旧第6路軍を率い魯南解放区に向け攻撃を開始した。ところが翌年1月、郝は突然、山東省嶧県駐屯中の華東野戦軍司令官・陳毅を訪問して、中国共産党への起義を宣言した。国民党軍劣勢の状況を悟り、また共産党からの働きかけもあったためである。その後しばらく、郝は共産党陣営の指揮官として活動する。
ところが1年後の1947年（民国36年）1月、郝鵬挙は今度は反共宣言を発する。海州で国民党側に復帰した郝は、即座に隴海線東端の解放区に向けて進攻した。しかし人民解放軍の反撃も迅速で、翌月、郝は早くも軍を殲滅され捕虜とされた。郝は陳毅との面会を求めたが、陳は郝に会うなりその背信行為を厳しい言葉で非難したとされる。同年4月、郝鵬挙は北方へ護送される途中、機を見て逃亡を図った。しかし中途で警護人員に発見、射殺された。享年45。

## 注
1. ↑  王（1997）、266-267頁。
2. 1 2 3 4 5 6  鄭。
3. 1 2 3  徐主編（2007）、1008頁。
4. ↑  劉国銘主編（2005）、1704-1705頁。
5. ↑  王（1997）、267頁。
6. 1 2 3 4 5  劉国銘主編（2005）、1705頁。
7. ↑  王（1997）、268頁。
8. ↑  王（1997）、268-269頁。
9. ↑  徐主編（2007）、1008-1009頁。
10. ↑  王（1997）、269-270頁。
11. 1 2  徐主編（2007）、1009頁。
12. ↑  王（1997）、270-271頁。